# Тройной мост
Тройно́й мост (также Трёхарковый мост, Трёхколенный мост) — неформальное название уникальной мостовой композиции, соединяющей между собой три острова: Спасский, 1-й Адмиралтейский и Казанский в Центральном районе Санкт-Петербурга.

## Расположение
Мост расположен в месте соединения канала Грибоедова и реки Мойки. Состоит из сходящихся в одной точке Мало-Коню́шенного моста через Мойку, Театра́льного моста (быв. Красный) через канал Грибоедова и сухопутного моста-дамбы между двумя реками (иногда называемого Пешехо́дным мостом, с конца XX века стало появляться название Ложный мост или Фальш-мост, которое не утверждено официально).
Ближайшая станция метрополитена (700 м) — «Невский проспект», выход на Канал Грибоедова.

## Название
| Год                                | Название              |
| ---------------------------------- | --------------------- |
| До 1828 (точно существовал в 1711) | Красный мост          |
| C 1828                             | Перво-Конюшенный мост |
| C 1849                             | Театральный мост      |

| Год    | Название             |
| ------ | -------------------- |
| C 1798 | Царицынский мост     |
| C 1829 | Театральный мост     |
| C 1872 | Мало-Конюшенный мост |

Театра́льный мост (прежде Красный, Перво-Конюшенный) Красный мост был одним из первых мостов через Екатерининский канал, по нему назван прорытый в 1711 году Красный канал. 
Название «Театральный» получил в честь находившегося рядом, на Большом лугу (ныне Марсово поле), деревянного театра. Сам театр, построенный в 1770 году и получивший известность под названием Театра на Царицыном лугу (на сцене того театра состоялась премьера комедии Д. И. Фонвизина «Недоросль»). Театр просуществовал до 1797 года, когда его здание было снесено, поскольку мешало проведению парадов на лугу.
Мало-Коню́шенный мост получил название в честь находившихся рядом, на Конюшенной площади, Главных императорских конюшен. Назван Мало-Конюшенным, поскольку на момент постройки уже существовал Перво-Конюшенный мост.

## Конструкция и размеры
Оба моста имеют по одному пролёту, перекрытому чугунными сводами из тюбингов. К Театральному мосту со стороны здания Главных императорских конюшен примыкает арка ложного Пешеходного моста. При одинаковой ширине (около 15,6 м в середине) Театральный и Мало-Конюшенный мосты заметно различаются по длине: 18 м и 23 м соответственно. На концах Мало-Конюшенный расширяется до 19 м. 
Ансамбль Тройного моста уникален в мировой практике и относится к шедеврам мостового зодчества.

## Декоративное оформление
Все три моста имеют одинаковые торшеры и чугунные перильные ограждения, оформленные в стиле позднего классицизма.

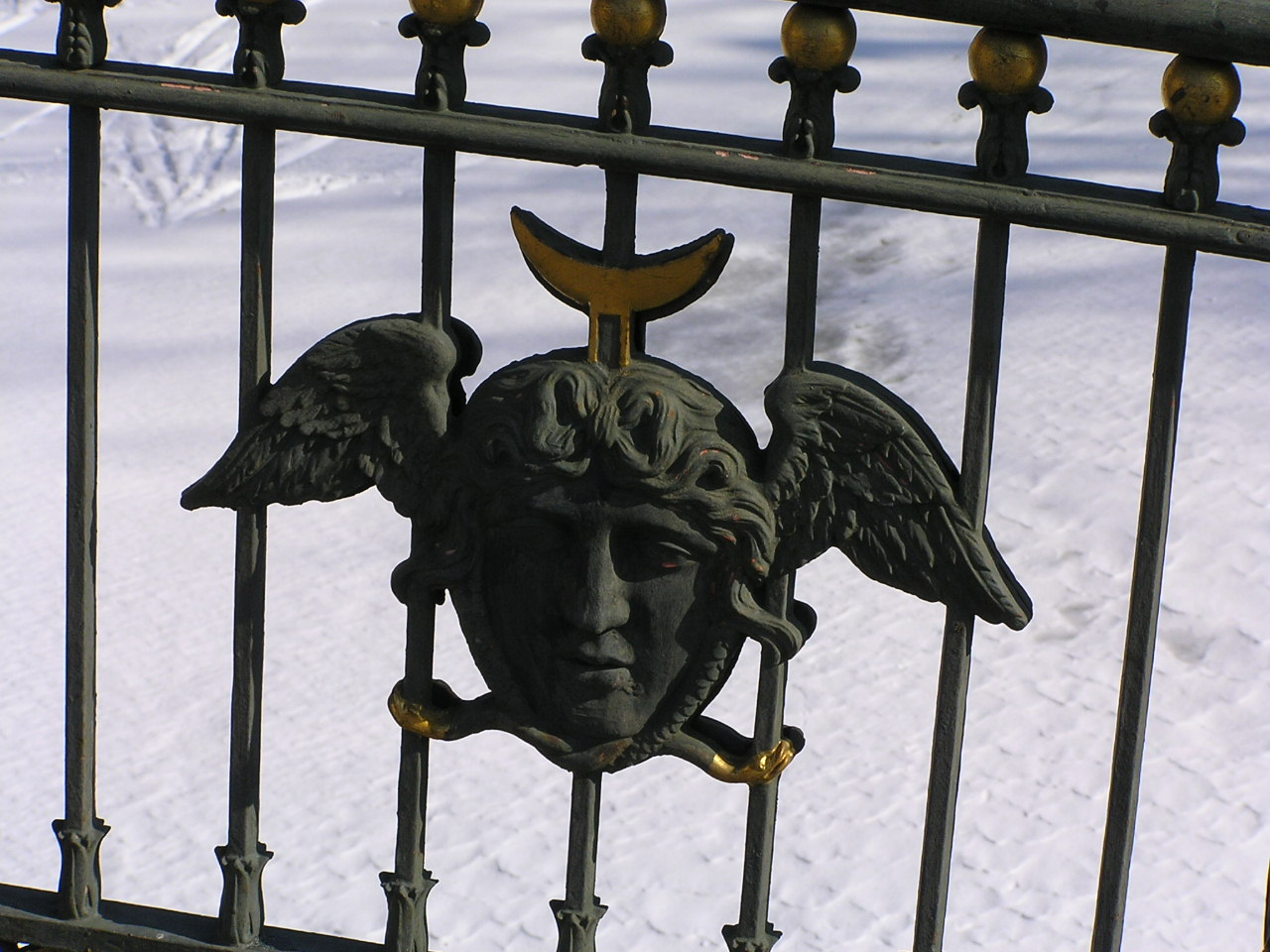
Элемент ограды — маска Медузы Горгоны

В декоре преобладают элементы растительного орнамента.
Решётка ограды образована вертикальными круглыми стержнями-пиками. Навершия пик выполнены в виде пальметт, их форма напоминает нераспустившиеся бутоны.
В центре каждого звена решётки находятся эгиды (символы гнева богов и их покровительства): маска Медузы Горгоны на щите и месяц, окружённые ветвями и пальмовыми листьями. На общем фоне красиво выделяются детали, покрытые сусальным золотом.
Лицевые поверхности арок украшены орнаментами, решётку снаружи поддерживают декорированные кронштейны, конструктивно играющие роль элементов жёсткости.
Мост освещается оригинальными позолоченными фонарями с круглыми светильниками.

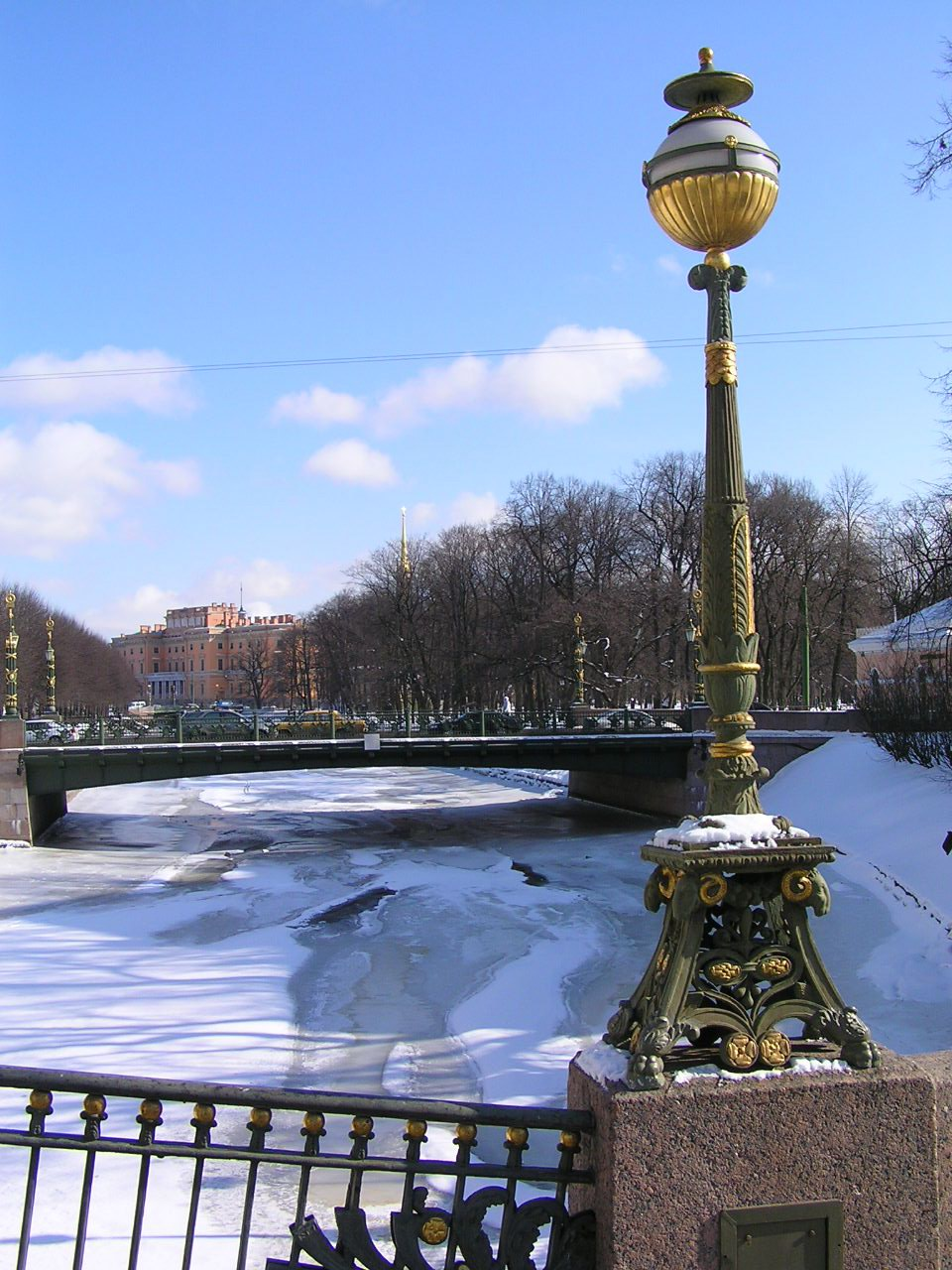
Фонарь моста

## История
Первый деревянный мост на месте современного Мало-Конюшенного моста был перекинут через Мойку ещё в 1716 году, впоследствии он располагался ближе к месту нынешнего 2-го Садового моста.
Два моста на этом месте были построены в конце 1730-х годов, в царствование Анны Иоанновны: 
- Перво-Конюшенный мост был перекинут через речку Криву́шу (будущий канал Грибоедова), исток которой тогда только-только соединили с Мойкой,
- Мало-Конюшенный был перекинут через Мойку; известно[6], что он был выстроен заново между 1769 и 1781 годами. Оба они представляли собой деревянные трёхпролётные разводные мосты.

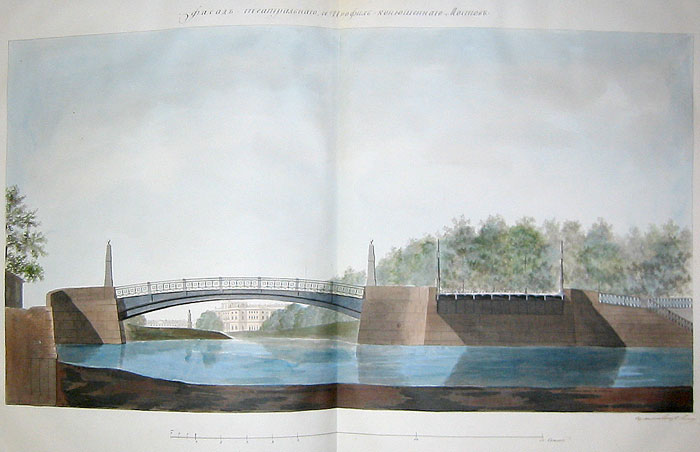
Неосуществлённый проект Тройного моста, прообраз проектов В. И. Гесте и Е. А. Адама

### Оригинальный проект
В начале XIX века было предложено несколько проектов замены деревянных мостов новыми металлическими или каменными, однако их воплощение постоянно откладывалось. В то время в Петербурге шло строительство целого ряда важных зданий, формировался архитектурный ансамбль площади Искусств, и градостроители не могли уделить большого внимания паре небольших мостиков возле Царицына луга. Так продолжалось до 1807 года, когда К. И. Росси, получивший заказ на строительство дворца для брата Александра I великого князя Михаила Павловича между Екатерининским каналом и Фонтанкой, принялся за перепроектирование всего района, окружавшего задуманный им архитектурный комплекс. В числе объектов, спроектированных им для застройки района, были и два необычных моста, опирающихся одними своими концами на берега Екатерининского канала и Мойки, а другими — на общую опору в середине Мойки. Тогда же впервые возникло название Трёхарочный мост, хотя официально за двумя частями композиции оставили те имена, которые носили находившиеся здесь раньше деревянные мостики — Мало-Конюшенный и Театральный.
Проект постройки новых чугунных мостов на месте старых деревянных разрабатывался в 1807—1829 годах при участии архитектора В. И. Гесте и инженера Е. А. Адама, предлагавших строить их как отдельные мосты. 
Встречается вариант описания моста, в котором Пешеходный мост считается одной из мостовых арок. По этой теории в процессе строительства пролёт моста заложен подпорной стенкой-перемычкой. Это объясняется тем, что в противном случае по законам гидродинамики речное русло под западным пролетом постоянно заносилось бы илом.
Им возражали архитекторы А. К. Модюи, В. И. Беретти, инженеры А. А. Бетанкур, П. П. Базен, В. К. Треттер и М. Г. Дестрем, которые предлагали объединить мосты в единый ансамбль, что и было в итоге реализовано. Тюбинги, которые были изготовлены для перестройки Мало-Конюшенного моста, не понадобились и были использованы для перестройки Большого Конюшенного моста.

### Строительство моста
Мосты были построены под руководством В. К. Треттера. Строительство началось 8 июня 1829 года по проекту, в окончательном виде подготовленному Е. А. Адамом. Курировал проект военный генерал-губернатор Санкт-Петербурга П. В. Голенищев-Кутузов. Последний предполагал, что ограды и фонари мостов должны будут отличаться по оформлению, но Треттер настоял на том, что составляющие единую композицию мосты и оформлены должны быть единообразно. Итогом работ стала приёмка моста городскими властями 8 января 1832 года.
Металлические элементы мостов были выполнены в 1819—1829 годах на государственных предприятиях: Александровском чугунолитейном заводе, часть заказов была переведена на Александровском Олонецком чугунолитейном заводе.
На мосту были установлены газовые фонари, позже заменённые на электрические.

### XX век
В конце XIX и начале XX веков петербургскими инженерами и архитекторами неоднократно выдвигались предложения о сносе обоих мостов и возведении на их месте единого широкого моста-площади. Ни один из этих проектов не был утверждён. Исторический облик мостов сохранился до наших дней без существенных изменений.

Ново-Конюшенный мост, Мало-Конюшенный мост и манеж Конюшенного ведомства. Снято до прекращения автомобильного движения в 2001 году

Исключение составила высота фонарей: первоначально установленные здесь фонари были настолько высоки, что фонарщики не раз с них падали (в том числе известен случай падения в реку). В связи с этим санкт-петербургский генерал-губернатор вёл переписку с Главным управлением путей сообщения с целью укоротить их, что и было сделано.
Только в 1936 году в ходе капитального ремонта мосты подверглись незначительной модернизации: мостовое полотно было замощено диабазом, а тротуары отделены от проезжей части высокими гранитными поребриками и заасфальтированы. 
В ходе реставрации 1952 года по проекту А. Л. Ротача был восстановлен декор фонарей и оград.
Последний раз мостовой ансамбль реставрировался в 1999 году по проекту инженера Б. Н. Брудно.
Мостовое полотно было заново вымощено отёсанным камнем, а автомобильное движение по мостам прекращено.

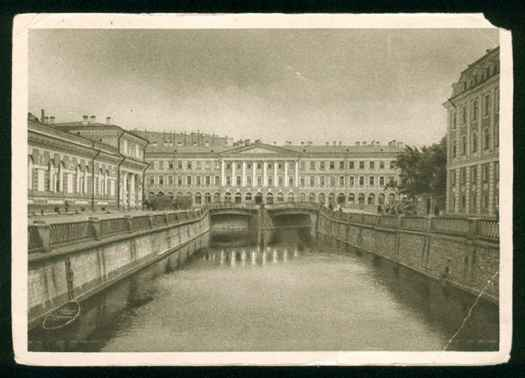
Открытка с видом Тройного моста, 1929 год

В 2001 году в рамках программы «Светлый город» организацией «Ленсвет» была выполнена художественная подсветка переправы. На каждом из мостов установлено восемь прожекторов-светильников с кронштейнами из нержавеющей стали, на них установлены особо прочные стёкла.
10 ноября 2002 года подсветка была торжественно включена одновременно на трёх крыльях Тройного моста, а также на Садовом № 2 и Итальянском.

### Обычаи и легенды, связанные с мостом
По существующей по сей день в Петербурге традиции, для обеспечения семейного счастья молодожёнам в день свадьбы полагается (помимо троекратного обхода Медного всадника и распития бутылки шампанского на стрелке Васильевского острова) пройти по обеим частям моста и полюбоваться своими отражениями в Мойке и канале Грибоедова.

### Достопримечательности
Мост находится неподалёку от бывшего Царицына луга, ныне Марсова поля, у бокового фасада дома Адамини. Дом был построен на углу Марсова поля и набережной Мойки 1823—1827 годах по проекту архитектора Доменико Адамини.

По той же стороне Мойки находится здание Круглого рынка, построенное в 1790-е годы по проекту Джакомо Кваренги).

По другую сторону Мойки, на стыке с каналом Грибоедова располагается здание Конюшенного двора. Его главный фасад выходит на Конюшенную площадь. 

За Ново-Конюшенным мостом на канале Грибоедова находится Храм Спаса-на-Крови (в последние годы в здании действует музей). За храмом — Михайловский сад.

## Одноимённый танкер
18 мая 2006 года на заводе «Адмиралтейские верфи» был спущен на воду ледовый танкер «Театральный мост» — пятый из серии танкеров, названных в честь знаменитых мостов, название которых начинается на букву «Т».